# Bulevar Amador Bendayán
El Bulevar Amador Bendayán es un bulevar ubicado en el sector Santa Rosa en las cercanías del Parque Los Caobos, Parroquia el Recreo de la ciudad de Caracas. Cuenta con una plaza y seis sitios de interés cultural, como los animadores de Super sábado sensacional.

## Historia
Anteriormente se le conocía como Bulevar Santa Rosa debido a que cerca de allí está ubicada la iglesia de Santa Rosa de Lima, la cual también le da su nombre al barrio adyacente (Santa Rosa).
Desde 1990 se le cambia el nombre a Bulevar "Amador Bendayán" como homenaje a la memoria del animador venezolano Amador Bendayán, fallecido en 1989.
Se destaca por el Paseo de la Fama "Amador Bendayán", en donde Super sábado sensacional ha hecho entrega de una estrella a reconocidas figuras (como el mismo Amador Bendayán, Mirla Castellanos, Celia Cruz, Benjamín Rausseo, Simón Díaz, Thalía, José Luis Rodríguez "El Puma", Karina, Yolanda Moreno, Lila Morillo, Benjamín Rausse, Er Conde del Guácharo, la merenguera Olga Tañón, entre otros) y la realización anual del "Super Bingo de la Bondad" (si bien este último se realiza en el patio central del Hospital Ortopédico Infantil).

## Lugares de interés
- Colegio de Ingenieros de Venezuela
- Centro Nacional de Acción Social para la Música, sede de la Fundación del Estado para el Sistema Nacional de las Orquestas Juveniles e Infantiles de Venezuela
- Paseo de la Fama "Amador Bendayán" (conocida también como Plaza Amador Bendayán)
- Casa del Artista
- Iglesia Santa Rosa de Lima
- Iglesia Católica Maronita San Charbel
- Mezquita Sheikh Ibrahim Al Ibrahim, la segunda más grande de Latinoamérica.
- Sinagoga Tiféret Israel
- Estación del Metro de Caracas Colegio de Ingenieros
- Terminal Privado Rodovías de Venezuela